# Зденек Адла
Зден́ек А́дла (чеськ. Zdeněk Adla; *1 червня 1910, Зариби — †29 серпня 1990) — чеський письменник, журналіст, художник. Творив у жанрі книжкової графіки. Чоловік письменниці Віри Адлової.
У 30-ті роки XX століття працював книжковим графіком для Комуністичної партії Чехословаччини.
Під час другої світової гітлерівціями був ув'язнений у концтаборах Дахау і Бухенвальді.
Після Другої Світової війни став журналістом, а також почав писати літературні твори для молоді.
Багато років був шеф-редактором часопису «Mateřídouška».